# Оя, Вольдемар Карлович
Вольдемар Карлович Оя (эст. Voldemar Oja; 3 июня 1894, волость Тыстамаа, Перновский уезд, Лифляндская губерния — 7 августа 1989) — советский эстонский государственный деятель, депутат Верховного совета СССР 3-го созыва.

## Биография
В 1911 году окончил Тартускую учительскую семинарию и до 1915 года работал школьным учителем в волости Рею. В 1915 году переехал в Сибирь, где работал преподавателем в эстонской школе. В 1917 году призывался в царскую армию, но вскоре был демобилизован. В 1920-е и 1930-е годы работал учителем, директором школ в Красноярской и Иркутской областях.
В 1947 году вернулся в Эстонию и стал работать директором 7-летней школы в Тыстамаа. В 1950—1951 годах — заместитель министра образования Эстонской ССР, в 1951—1958 годах — министр образования, в 1958—1961 годах — первый заместитель министра. С 1964 года — на пенсии.
Член КПСС с 1945 года. Избирался депутатом Верховного совета СССР 3-го созыва (1950—1954), депутатом Верховного совета Эстонской ССР 3-го и 4-го созывов.
Скончался в 1989 году. Похоронен на Лесном кладбище Таллина.

## Награды
- Орден Ленина
- Орден Трудового Красного Знамени
- Заслуженный учитель Эстонской ССР (1951)